# 八里開臺天后宮
25°09′30″N 121°26′00″E / 25.15831°N 121.433285°E
八里開台天后宮，俗稱「八里媽」，坐落於臺灣新北八里渡船頭，是一座主祀天上聖母媽祖之媽祖廟。該廟創建於大清乾隆二十五年（1760年），為大清帝國官建媽祖廟（俗稱官廟），歷經兩個多世紀依然香火鼎盛，其正對八里渡船頭，與關渡宮（關渡媽）、淡水福佑宮（淡水媽），並列為淡水河口三大歷史性媽祖廟。同時與西龍巖、八里大眾廟並稱為八里三大古廟。
雖然廟名冠以「開臺」，實際建廟時間晚於台南大天后宮，但為北臺灣最古老天后宮之一，其見證八里坌港的興衰，以及泉州、漳州移民在北臺灣墾拓的歷史軌跡。廟宇坐西朝東遙望淡水河，早年與對岸淡水福佑宮隔河相望，民間甚至流傳兩座媽祖廟遙遙相對引發風水相沖的傳說，如今因市區高樓林立而不復見。經世紀變遷，開臺天后宮至今仍保存著許多歷史故事與文化價值，守護著一方水域人民的信仰。

## 廟史

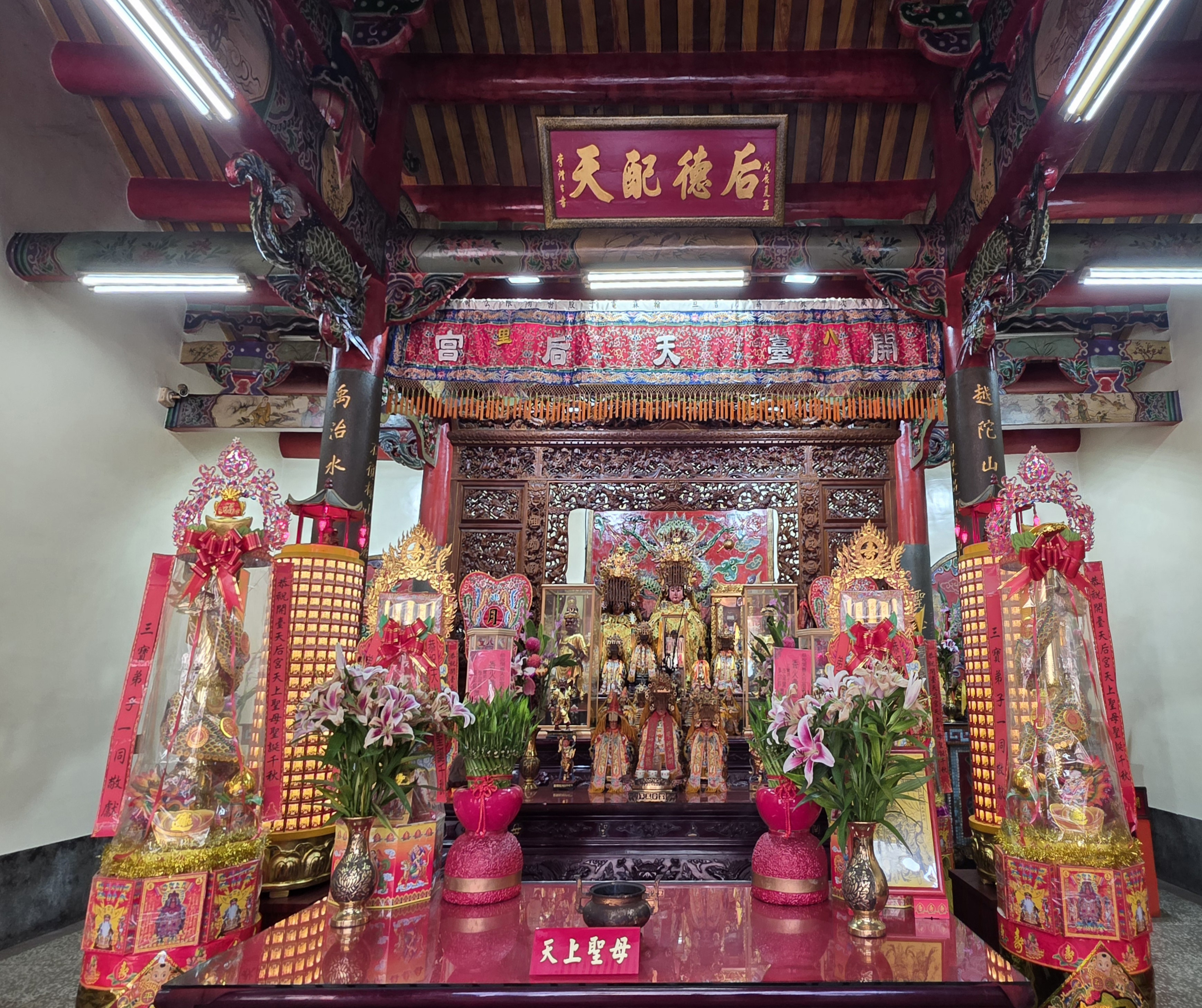
正殿天上聖母

清代淡水港開港前，八里坌在清代中葉是北臺灣的門戶要衝，乾隆二十三年（1758年前後）清廷將八里坌港升格為大清官定正口，與福建泉州蚶江、福州五虎門對渡，成為繼臺南鹿耳門、彰化鹿港之後的臺灣第三座官方級港口，也是北臺灣第一座與福建通商的官定口岸。八里港開為正口後，使艋舺商業更加繁榮，成為八里坌港最主要的內港，促成「一府二鹿三艋舺」之盛名，此三地也對應「鹿兒港」、「鹿港」、「八里坌」清代最早三大官定口岸。隨著來此登岸的漢人漸多，使八里成為臺灣與大陸貿易往來的重要港埠，成為當時北臺灣的軍事與行政重鎮。
由於先民渡海來臺途中常遭風浪顛簸，媽祖信仰成為移民渡海的心靈依託。大清乾隆二十五年（1760年）四月十五日，八里地方仕紳耆老倡議興建天后宮，獲得居民與文武官員捐資響應，在八里渡船頭創建此廟奉祀媽祖，創建時特地從福建湄洲媽祖祖廟恭請「大媽」神尊來臺安座，成為全臺灣最早由湄洲媽祖祖廟分靈而來之天后宮之一，是北海岸最古老的媽祖廟。
大清咸豐二年（1852年）廟方有感於廟貌日舊，地方士紳李源、陳欉等人發起重修；儘管過程一度遭遇阻撓，最終仍於咸豐十年（1860年）完成重建，在廟中立有重修碑記以誌其事。日治昭和二年（1927年），因淡水河河床逐年淤高、原址濱河低窪，廟方遂將廟宇遷建至現今龍米路二段的高地上重建（原址為於今「余家孔雀蛤」)。
此次重建特別延請來自泉州惠安的著名石雕匠師張火廣、辛阿救同步施作石雕裝飾，形成廟中兩派匠師拼對場的盛況。昭和年間落成時的八里天后宮建築精美宏麗，惟民國後廟宇又歷經數次整修翻新，原貌古意多已消逝，只剩部分石雕柱礎、石柱題字，以及數方古碑仍保存於廟中，成為後人尋古的重要見證。
八里開臺天后宮自建廟以來，一直扮演八里地區信仰中心的角色，即使因淡水港開埠及交通改變而一度沒落，近年仍在地方人士奉祀下重現宗教活力。。

## 建築藝術與特色

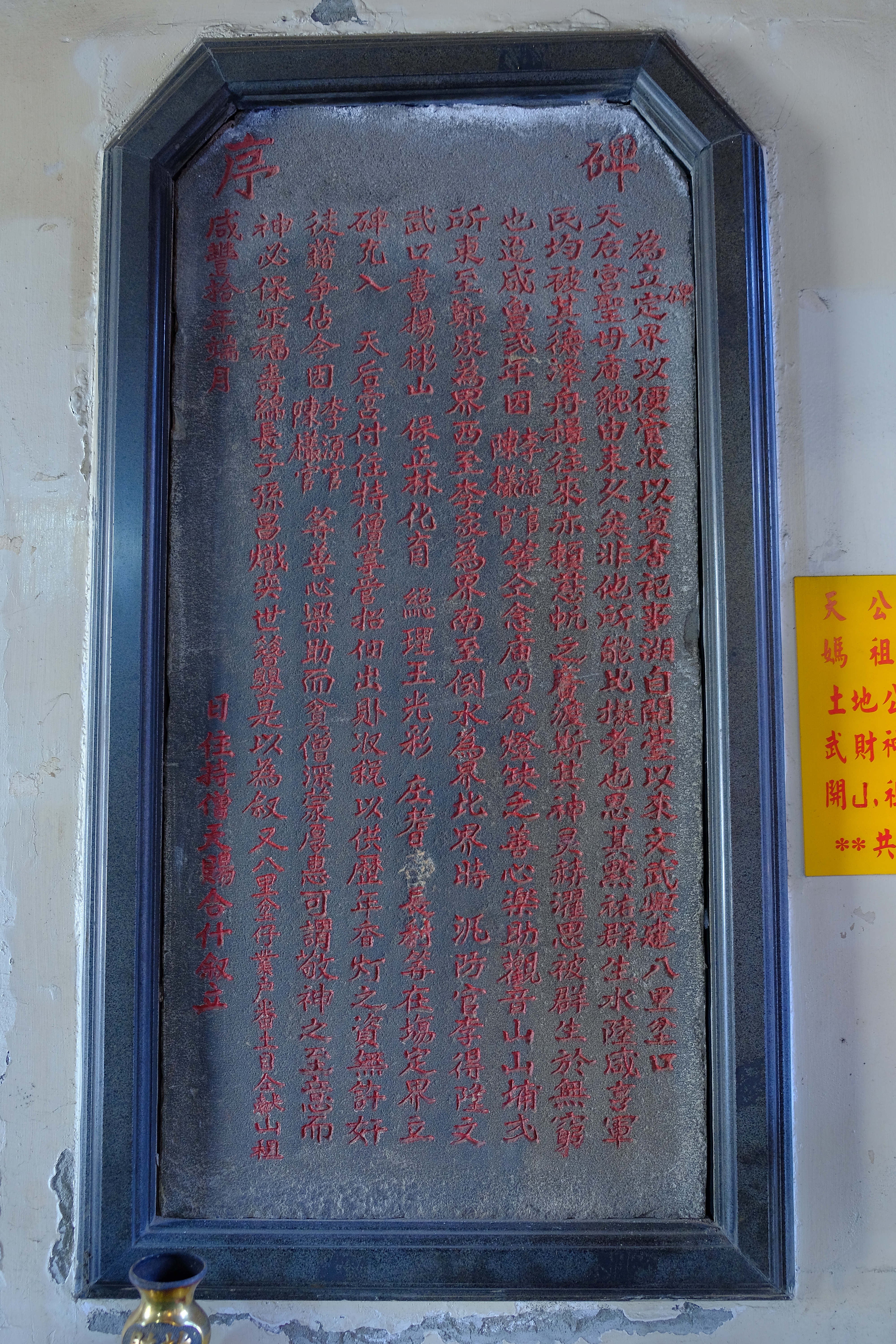
廟內咸豐十年古碑

八里開臺天后宮為傳統閩南三殿式廟宇格局，坐北朝南略偏東興建。現今建築主體為日治1927年重建後的樣貌，廟埕經後世增修設置寬敞石階。入口為三開間傳統牌樓式山門，前殿（三川殿）與正殿之間留有天井，整體格局古樸中透著清代與日治時期交融的建築風格。廟內木構與屋頂裝飾華麗精緻，屋脊上可見剪黏工藝塑造的祥龍瑞獸和歷史人物戲雕，色彩繽紛。正殿神龕供奉的媽祖神像據傳為清代創廟時所迎請，歷史悠久，為鎮宮之寶。兩側陪祀有千里眼、順風耳將軍等護法神祇，殿內陳設傳統雕花神案與對聯匾額，營造莊嚴肅穆的宗教氛圍。

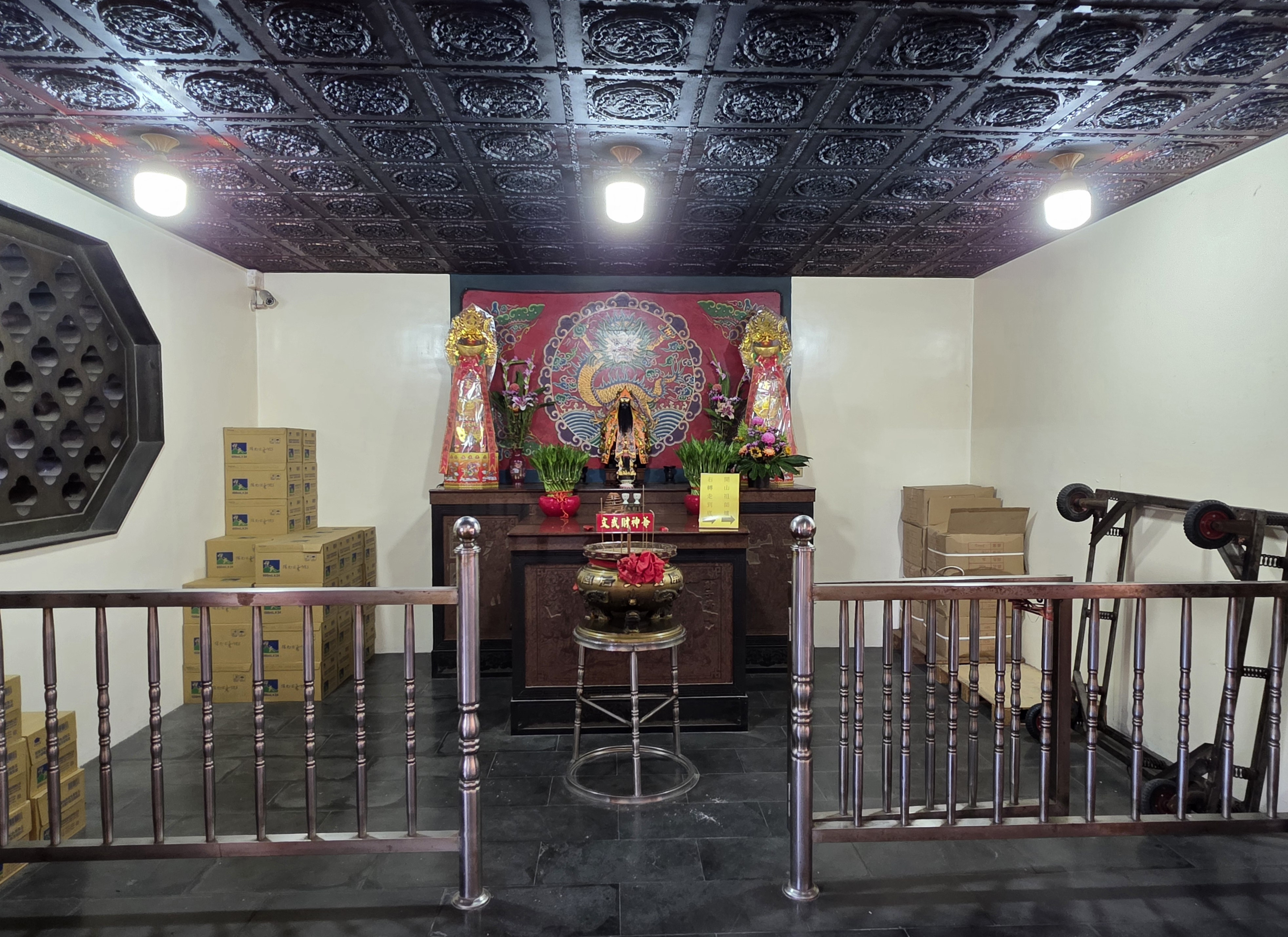
文、武財神
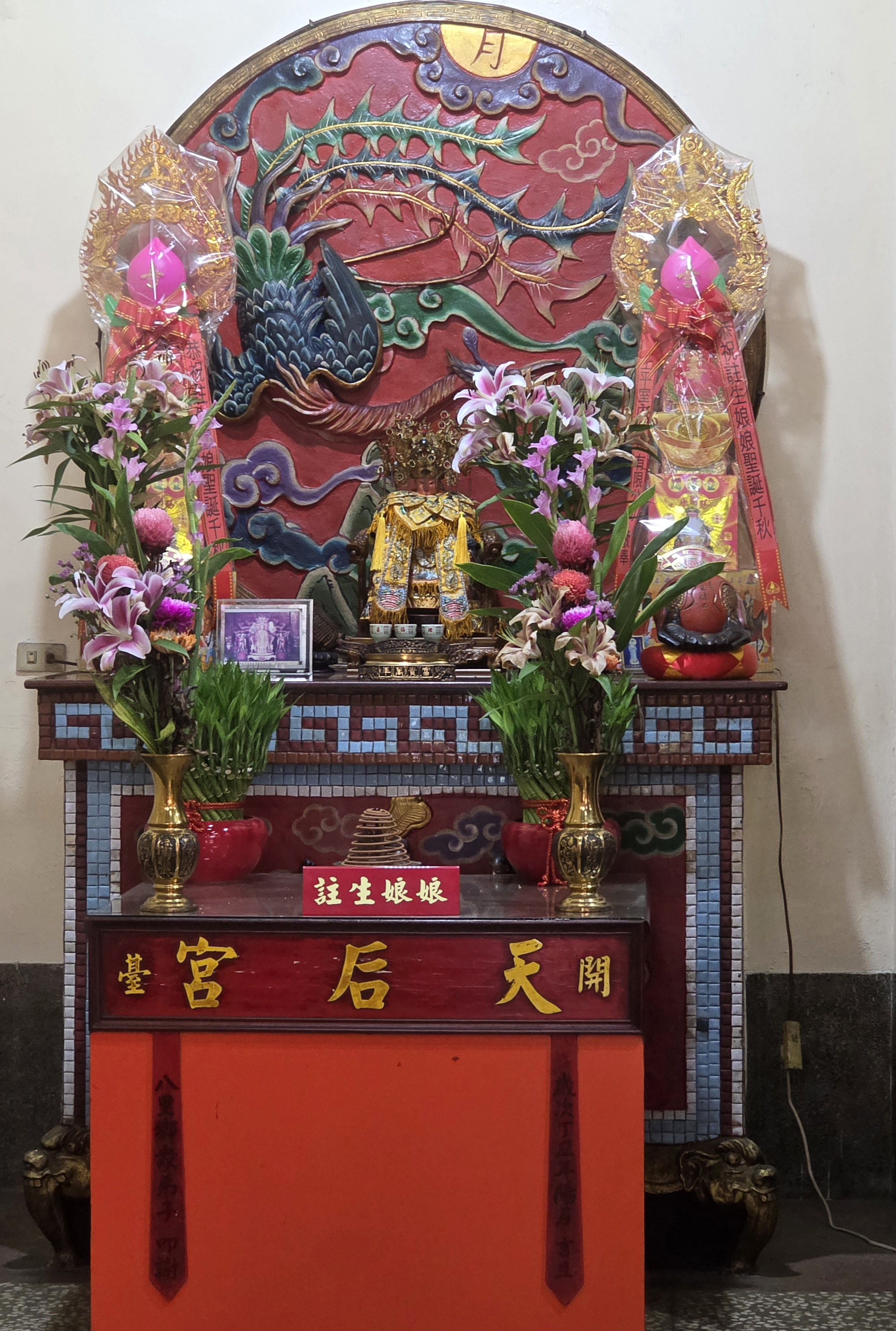
註生娘娘
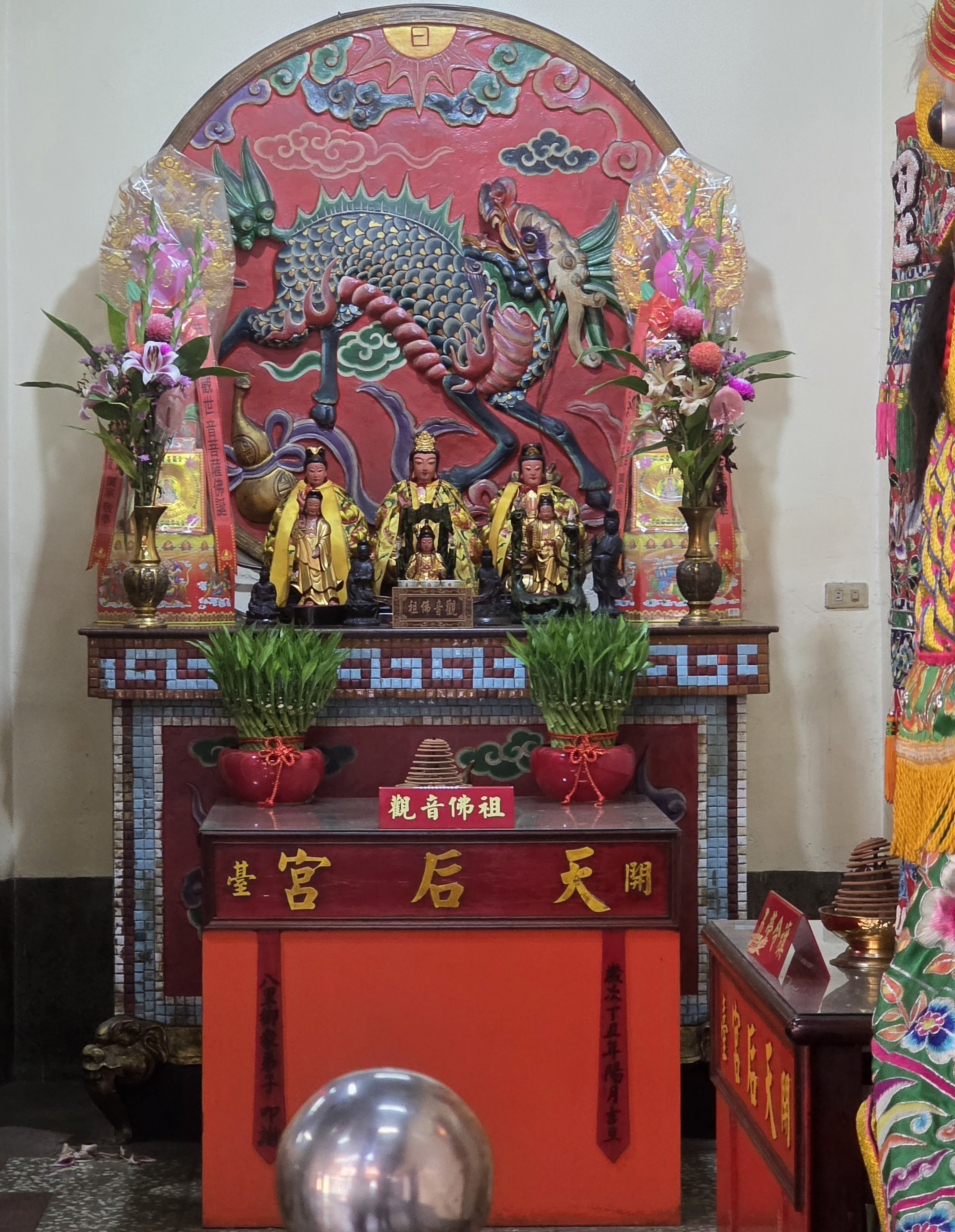
觀音佛祖
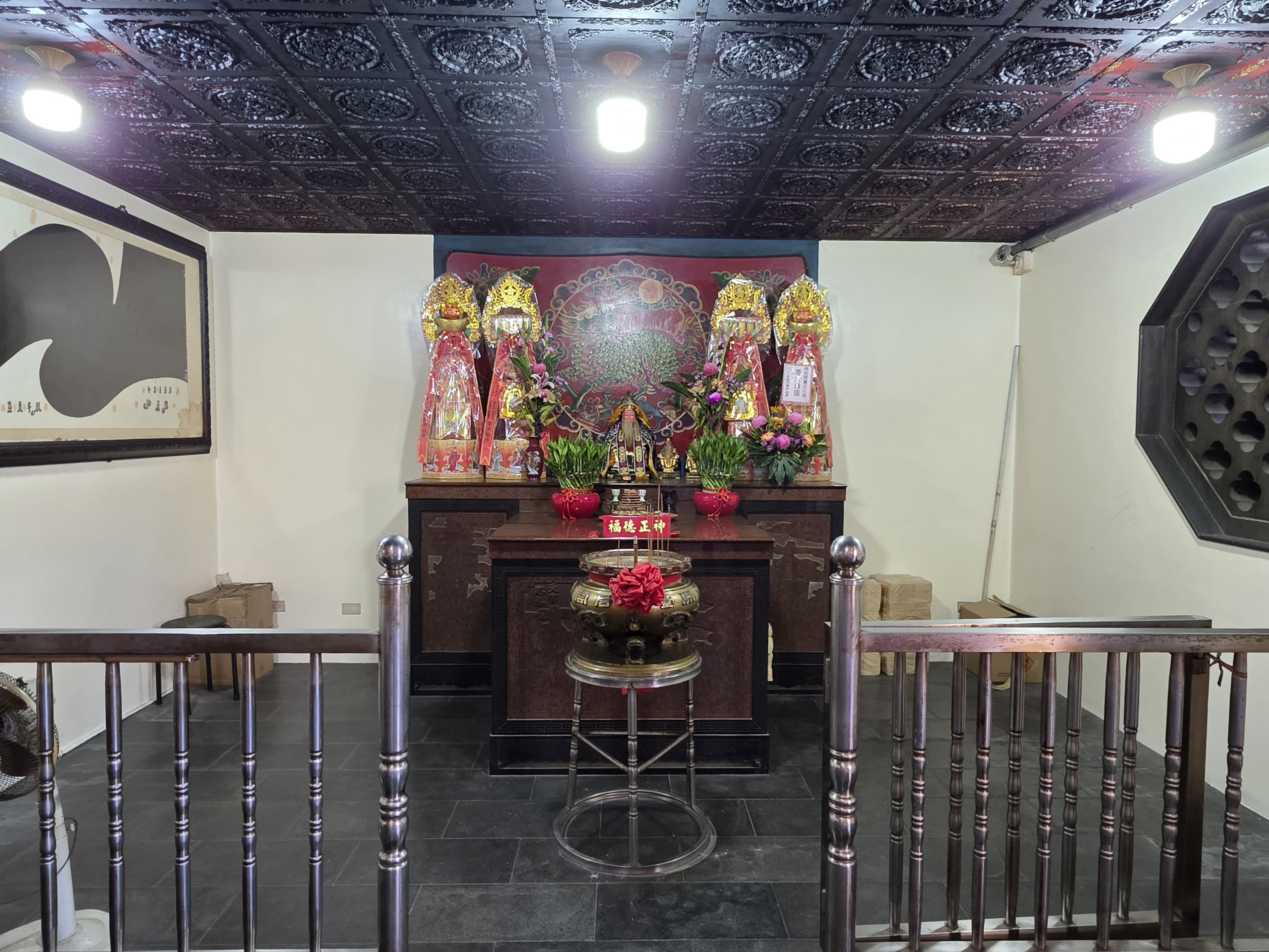
福德正神

廟宇雕刻藝術尤具特色。由於石雕名匠張火廣、辛亞救在昭和年間同步施作，廟中石柱石堵等處留有兩位匠師不同風格的作品，可謂一座露天石雕藝術博物館。入口三川殿與正殿簷下的對聯龍柱即是一大看點：其中一根出自張火廣之手，人物形象與龍身雕刻線條飽滿誇張，人物表情顯得詼諧生動；另一根則由辛亞救雕造，刀法細膩流暢，龍身鱗甲與盤旋姿態栩栩如生。兩支龍柱左右對峙，各具神韻卻又渾然一體，體現出傳統惠安石雕匠師精湛的藝術造詣。「對場作」競技留下的石雕作品除龍柱外，廟內牆堵、梁枋及柱礎也有不同匠師的題款和紋飾，耐人尋味。儘管現今廟身多處經鋼筋水泥整修，但這些珍貴的石雕與木雕細節仍保存良好，展現出清末至日治時期臺灣廟宇建築藝術的價值。廟內尚保存多通古碑，如咸豐十年重修碑記等，碑文記載了重建緣由與捐資人芳名，具有史料與書法藝術價值。

## 信仰活動與儀式

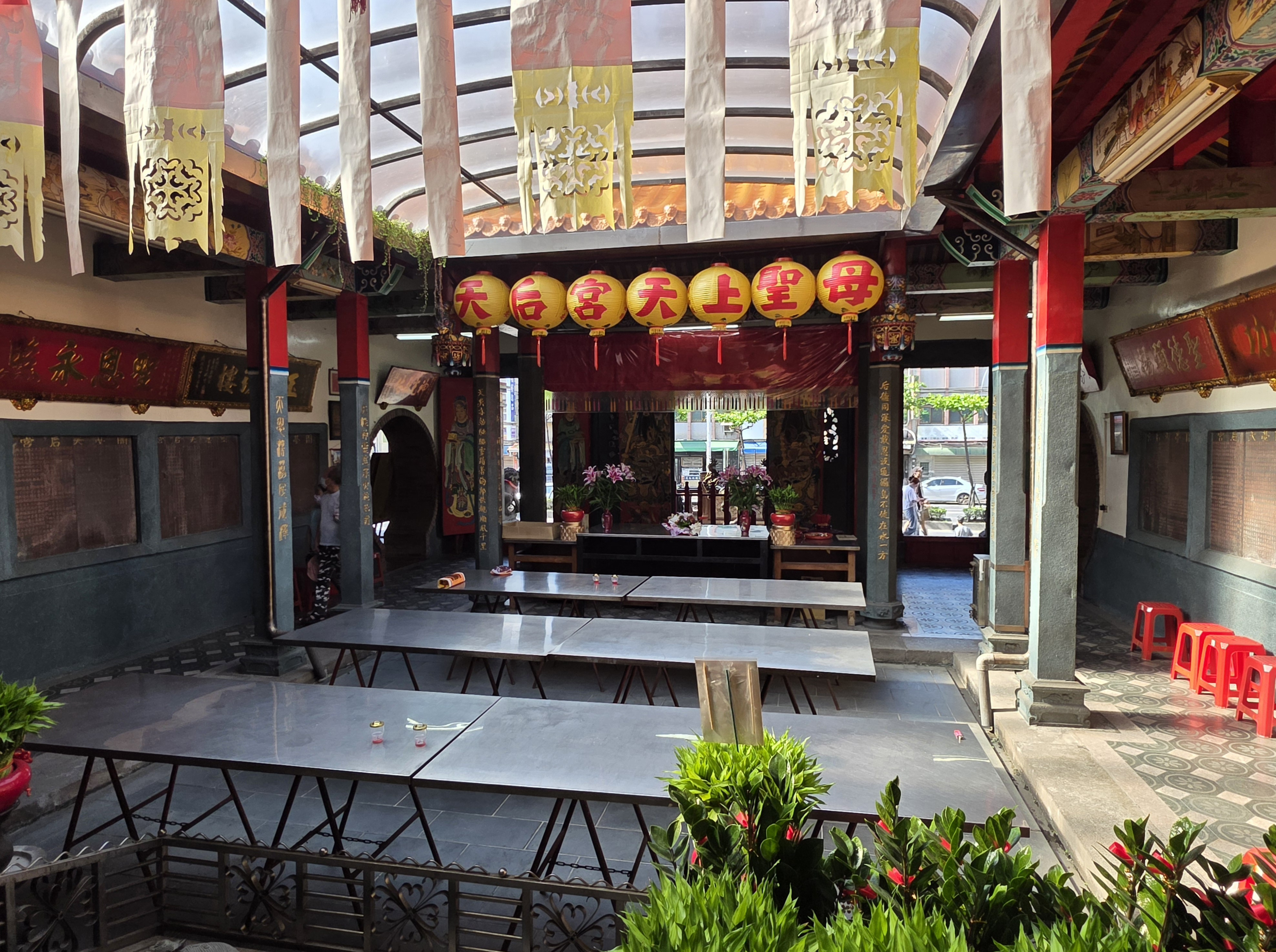
中庭拜殿

作為八里最具代表性的媽祖廟，開臺天后宮香火不輟，每日都有信眾前來拈香膜拜，祈求航海平安、身體康健及家宅平安。由於廟埕緊鄰淡水河渡船頭，過去來往渡船的商旅與漁民也常登岸入廟祭拜媽祖，以求渡河與出海順利。廟方每年固定舉行的盛大祭典包括：
- 農曆三月二十三日：媽祖聖誕
- 農曆五月初一：八里大拜拜
- 農曆十月十五日：下元節

農曆三月二十三日，為慶祝天上聖母誕辰，廟方通常在此期間舉辦醮典、平安宴及遶境祈福等活動，八里在地的藝閣陣頭會齊聚參與，場面熱鬧非凡。農曆五月初一（端午節前四天），八里天后宮會聯合鄰近的八里大眾爺廟一同舉辦大型祭典（俗稱「八里大拜拜」），文有媽祖、武有大眾爺兩廟合力為地方祈安。是日廟境內外張燈結綵，科儀祭典與藝陣巡禮交織，吸引大批信徒參拜，共襄盛舉。十月十五日，則為傳統的下元水官大帝聖誕。除年度慶典外，天后宮逢農曆初一、十五及媽祖相關節日亦依例舉行上香祝禱儀式，平日還提供擲筊問事、請籤解惑等服務，滿足信徒心靈需求。

## 文物保存現況
八里開臺天后宮在多次修繕中雖建築本體有所翻新，但仍珍藏了一些珍貴的歷史文物。首先是廟內留存的數通清代古碑與石刻：其中最著名的是清咸豐十年（1860年）立的《重建媽祖宮碑記》，詳細記載了當年重修天后宮的緣由和捐資名錄。該碑碑身為青斗石質地，字跡遒勁，經歲月洗禮依然清晰可讀，現嵌置於廟內牆面供人瞻覽。另有一通石碑記錄了1920年代重建遷廟過程，以及感念匠師功德的題記，內容對研究日治時期的廟宇營造有參考價值。除了碑文，廟中尚保存若干日治重建時期的石柱柱礎和石獅等構件，上面刻有年代與雕匠款識，這些構件雖經後人維修仍大致維持原狀，現被妥善安置展示。媽祖神像與配祀神尊中的部分神像年代久遠，相傳為清代所雕塑或分靈，屬於珍貴的宗教文物。這些廟藏文物目前皆隨廟宇日常供奉維護，尚未單獨登錄為文化資產，但地方文史工作者持續關注其保存情況，期望未來能有更完善的修復與保護措施。

## 交通與旅遊資訊

### 地理位置
八里開臺天后宮位於新北市八里區龍米路二段191號，就在八里渡船頭老街旁，地理位置鄰近淡水河岸的八里左岸公園。廟埕前可遠眺淡水紅毛城與觀音山景致，周邊環境清幽。

### 交通方式
- 渡輪：從淡水渡船碼頭搭乘渡船，十分鐘即達八里渡船頭碼頭。下船後步行數十公尺即抵達天后宮。
- 大眾運輸：可自臺北市搭捷運至淡水站或紅樹林站，轉乘新北市公車紅36路等路線至八里渡船頭站下車，即可看見廟宇。亦可由關渡捷運站轉乘渡船或公車前往。
- 自行開車：走台64線或台15線公路往八里方向，在觀海大道或龍米路循指標前進即可抵達廟埕附近，廟旁設有停車場供使用。

### 周邊景點
八里開臺天后宮周圍散布多處人文景觀，適合信徒與遊客一同參觀：

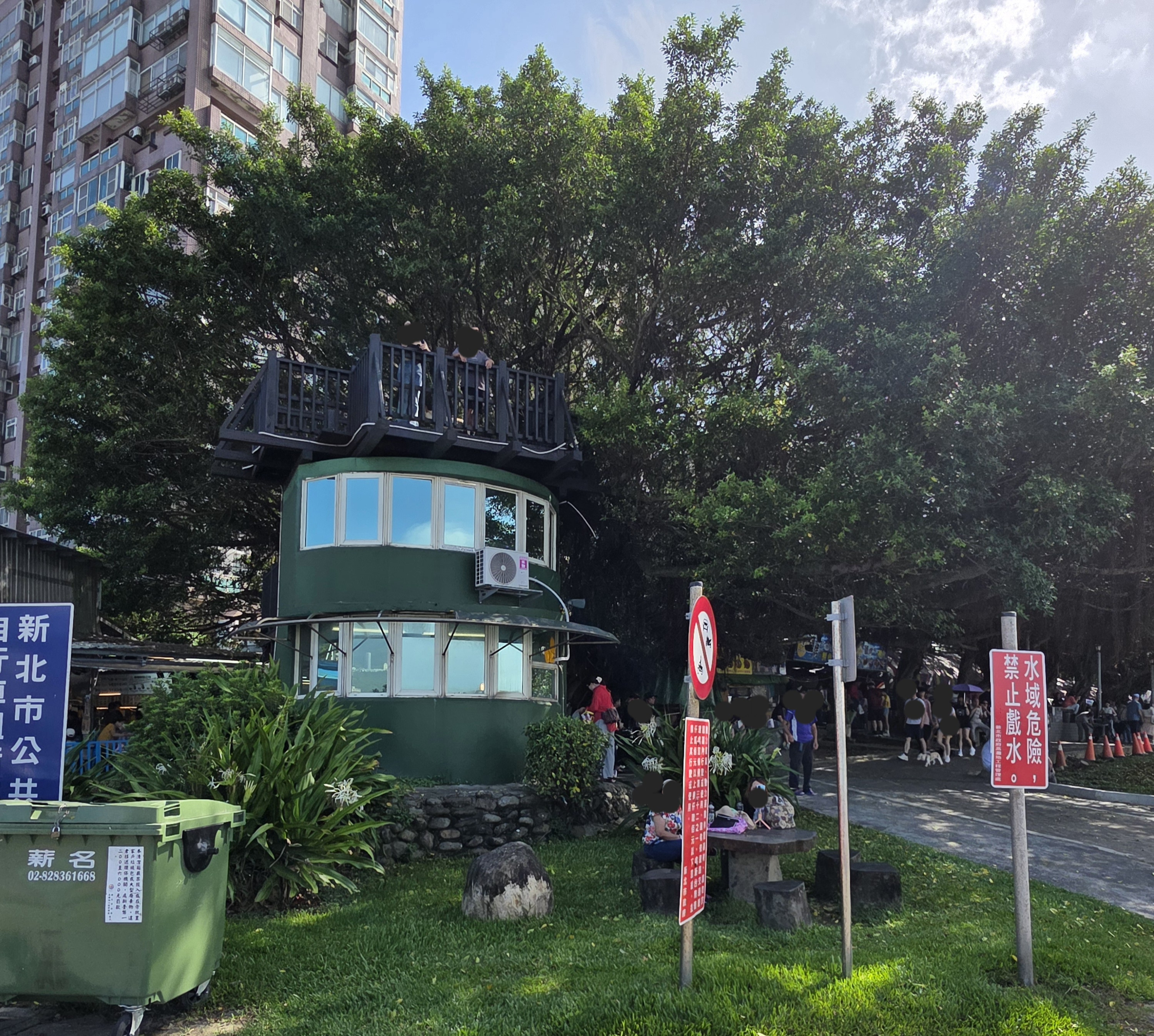
老榕碉堡

- 老榕碉堡：廟埕不遠處有一座盤據巨大榕樹的磚造碉堡遺跡，昔日屬於國軍八里渡船頭營區的一部分，如今整修後成為觀景涼亭供民眾休憩眺望淡水河景。老榕碉堡見證淡水河防禦歷史，其厚實牆體與盤根錯節的老榕樹融為一體，別具滄桑風情。
- 八里大眾廟：又稱大眾爺廟，主祀大眾爺（孤魂祭祀之主），與天后宮一文一武相對應，是八里另一座重要古廟。該廟初建於清道光年間，原為兼具義塚性質的祠廟，墓碑刻有「萬善同歸」字樣，供奉無主孤魂。經歷1837年、1886年、1906年等多次修葺，以及2006年重建現代化廟宇，目前祀有大眾爺神像並保存部分清代石柱。每年農曆七月及十月十五日，大眾廟亦與天后宮合作舉辦普渡、祭典，是了解台灣民間信仰另一面的好去處。

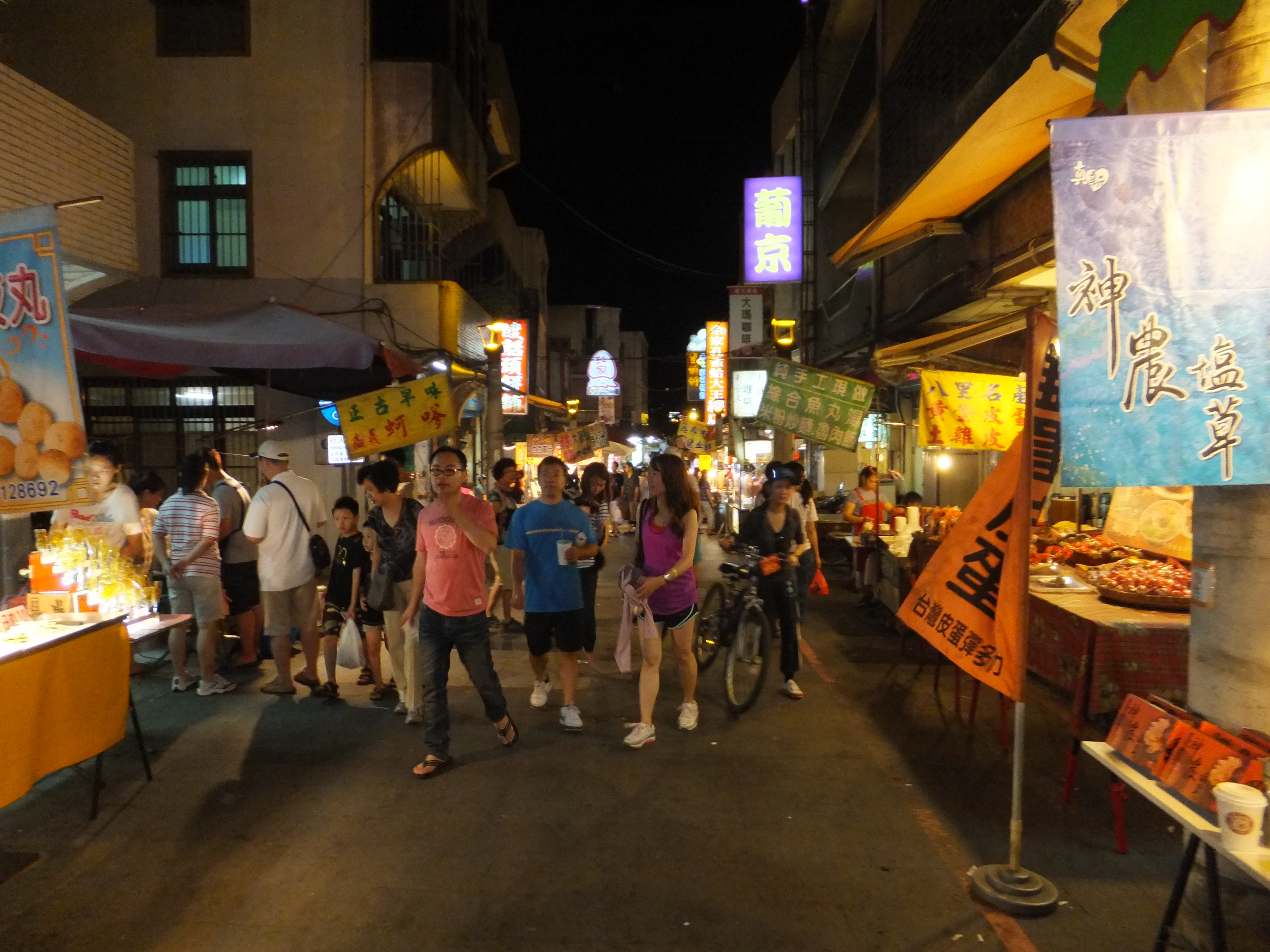
渡船頭街夜市

- 八里左岸與渡船頭老街：天后宮前即是八里左岸自行車步道與老街商圈，白天可租借單車沿淡水河畔漫遊，參觀十三行博物館等景點，以及品嚐老街特色小吃，並欣賞對岸淡水燈火。八里左岸的觀光發展與開臺天后宮的歷史人文相輔相成，使此地成為大台北地區著名的文化旅遊路線之一。